# Ciecierski Młyn
Ciecierski Młyn – część wsi Ciecierzyn w Polsce, położona w województwie opolskim, w powiecie kluczborskim, w gminie Byczyna.
W latach 1975–1998 Ciecierski Młyn należał administracyjnie do województwa opolskiego.

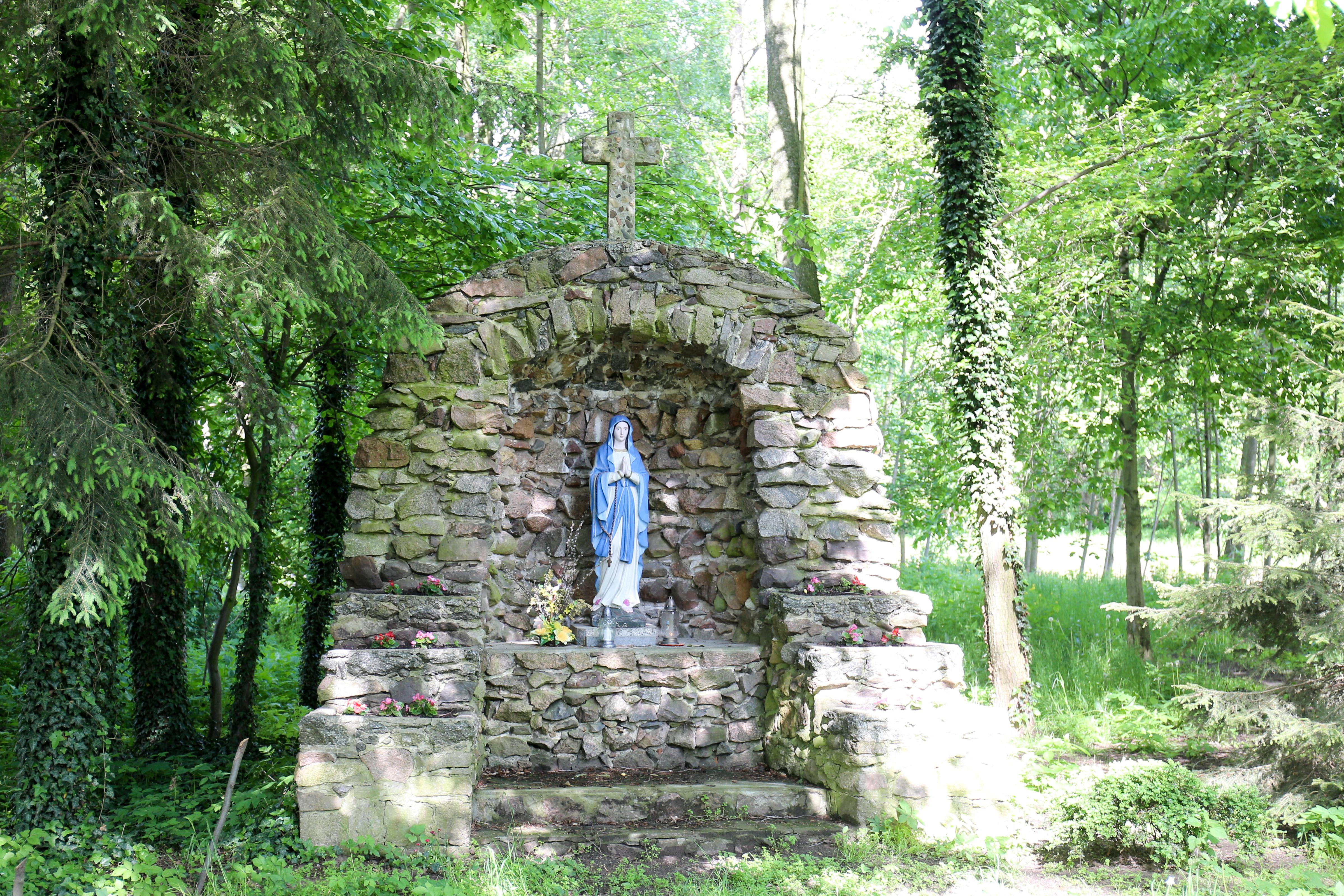
Kapliczka